# Les Maternelles XXL
 (août 2025).
Si vous disposez d'ouvrages ou d'articles de référence ou si vous connaissez des sites web de qualité traitant du thème abordé ici, merci de compléter l'article en donnant les références utiles à sa vérifiabilité et en les liant à la section « Notes et références ».
Cet article possède un paronyme, voir La Maternelle.
Les Maternelles XXL, anciennement intitulée Les Maternelles de 2001 à 2016 et La Maison des Maternelles de 2016 à 2025, est une émission de télévision française, diffusée quotidiennement sur les chaînes publiques françaises La Cinquième puis France 5, de 2001 à 2020.
Le principe de l'émission repose sur les conseils et échanges d'expérience entre parents et experts pour la santé, l'éducation et le bien-être de leurs enfants et parfois traite des relations interparentales, notamment par rapport aux enfants. 
Du 7 septembre 2020 à juin 2021, l'émission est diffusée sur la chaîne publique France 4. Du 6 septembre 2021 au 27 juin 2025 le rendez-vous  est ensuite diffusé sur France 2 en direct, avant de repasser sur France 4 à la rentrée scolaire 2025-2026.

## Concept
Ce magazine matinal à destination des parents est créé en septembre 2001 lors de la refonte complète de la grille de La Cinquième et de l'apparition de nombreux magazines. Il reprend le thème d'un magazine de reportages de la chaîne, Fête des bébés (1995-2001).
L'émission propose des conseils et des partages d'expérience aux parents dans l'éducation de leurs enfants, ainsi que parfois sur la vie de couple.

## Historique
Les Maternelles sont présentées par Maïtena Biraben de 2001 à 2004 puis par Karine Le Marchand jusqu'en 2009.
Entre 2001 et mai 2016, la présentatrice des Maternelles a été accompagnée d'une éditorialiste, puis coanimatrice, en la personne de Nathalie Le Breton.
En septembre 2009, quand Karine Le Marchand rejoint M6, Élizabeth Tchoungui reprend la présentation du magazine, suivie par Daphné Bürki en 2011 et 2012.
Julia Vignali, ancienne miss météo sur Canal+ reprend la présentation de l'émission, à partir de septembre 2012 avant d'être reprise par Sidonie Bonnec de septembre 2015 à mai 2016.
En avril 2016, France Télévisions annonce mettre fin à sa collaboration avec le producteur historique de l'émission Neria du groupe Newen à la suite du rachat de celui-ci par TF1. Cette fin de la collaboration est vécue par certains membres de l'équipe comme un "remerciement" un peu sec. La dernière de cette émission évoque cette incompréhension et cette douleur par une déclaration de Nathalie Lebreton : "C'est une émission un peu spéciale, sur le baby-blues, qui est un peu l'état d'esprit qui nous étreint ce matin".
En septembre 2016, l'émission, renommée La Maison des Maternelles, est de retour, produite par 2P2L. Présentée par Agathe Lecaron, elle est désormais en direct et se recentre sur la grossesse et les jeunes enfants.
En septembre 2020, l'émission est déplacée sur France 4 et obtient une déclinaison nommée La Maison des Parents.
En septembre 2021, l'émission change de chaîne pour être diffusée sur France 2 après Télématin. Elle se divise en deux parties, une première diffusée sur France 2 qui traite des sujets familiaux, de l'enfance et de l'éducation et une deuxième partie interactive diffusée sur France.tv.
Le 11 juin 2025, Le Parisien Agathe Lecaron quitte l'émission après 9 ans à la présentation, soit la plus longue longévité à la tête de l'émission.
Une dizaine de jours après, il est révélé que Marie Portolano reprend les rênes de l'émission qui change de chaine et passe sur France 4 et aborde des thématiques qui concernent toute la famille.

### Chroniqueurs actuels
- Marie Perarnau (depuis 2016)
- Yasmine Oughlis (depuis 2020)
- Houssem Loussaief (depuis 2024)
- Karim Ngosso (depuis 2016)
- Anna Roy (depuis 2020)

### Anciens chroniqueurs (liste non exhaustive)
- Florence Arnold Richez (2001-2002)
- Renaud Baronian (2005-2009)
- Vincent Bekaert (2013-2016)
- Leslie Bedos (2001-2003)
- Virginie Bétille (2001-2010)
- Sophie Brafman (2005-2009)
- Anette Burgdorf (2003-2007)
- Arnauld Champremier-Trigano (2009-2010)
- Elise Chassaing (2015-2016)
- Thomas Chauvineau (2009-2013)
- Nadia Daam (2010-2012)[19]
- Valérie Darmon (2001-2003)
- Elsa Da Costa (2012-2016)
- Patricia Delahaie (2002-2007)
- Xavier de Moulins (2001-2002)
- Matthieu Ducrez (2012-2014)
- Nicole Ferroni (2016-2017)
- Thierry Fréret (2001-2008)
- Roxane Frias (2002-2004)
- Fabrice Garau (2005-2007)
- Charlie Guerrier (2002-2009)
- Boris Erghott (2015-2016)
- Hafida Hansel (2016-2017)
- Monia Kashmire (2015-2016)
- Harry Ifergan (2002-2003)
- Anne-Sophie Levy Chambon (2007-2009)
- Linda Lorin (2007-2010)
- Helena Morna (2001-2008)
- Benjamin Müller (2016-2023)
- Nathalie Nguyen (2012-2014)
- Pascal Petit (2001-2007)
- Virgile Perez (2002-2009)
- Pascal Pistacio (2002-2005)
- Grégory Poitier (2002-2010)
- Gaëlle Renard (2002-2009)
- Emmanuelle Rota (2001-2010)
- Carole Tolila (2013-2016)
- Lucile Woodward (2014-2015)
- Jean-Thierry Winstel (2004-2008)

## Déclinaisons

### En prime-time
À l'occasion de la fête des mères, une soirée spéciale de l'émission est diffusée en prime-time sur France 5  le 29 mai 2005.

### On n'est pas que des parents
À la suite des Maternelles, une nouvelle émission consacrée à la vie des parents est diffusée de 2006 à 2009 sur France 5.
Cette déclinaison est reprise sous le nom La maison des Parents durant la saison 2020-2021 sur France 4.

### Suite parentale
Durant la saison 2018-2019, une nouvelle émission consacrée aux problématiques des parents et des enfants est diffusée sur France 4 en première partie de soirée.

## Audience

### Duffusion sur France 5
- En 2003, le programme réalise jusqu'à 15,2% d'audience[23]
- En 2007, l'émission obtient une moyenne d'environ 226 000 téléspectateurs[24]. Avec un record à 14,6% de part d'audience, l'émission réalise son meilleur score en mai 2007[25]. Ce jour-là, le programme représente le deuxième le plus regardé.
- Durant la saison 2009-2010, l'émission enregistre une importante chute d'audience avec une moyenne de 4% d'audience (7% d'audience en moyenne pendant la saison 2008-2009)[26].
- La présence de personnalités populaires comme Anne Décis de Plus belle la vie permet à l'émission de reprendre des couleurs en affichant une part d'audience de 7,8% en novembre 2010.
- Durant la saison 2011-2012, l'émission réunit environ 217 000 téléspectateurs[27] et signe un record de 8,1% d'audience en décembre 2011[28].
- Au cours de la saison 2012-2013, l'émission réunit environ 5,4% du public. La saison suivante est plus faste, réalisant 7,9% du public en octobre 2013[29]
- En 2015-2016, l'émission réunit 200 000 téléspectateurs en moyenne[30] et réalise entre 2 et 4% d'audience[31].
- Durant la saison 2017-2018, l'émission réunit environ 4,4% du public[32].

### Sur France 4
- L'émission bascule sur France 4 pour la saison 2020-2021 et l'audience est plus confidentielle : 45 000 téléspectateurs en moyenne soit 1,1% du public[33].

### Sur France 2
- Le programme est diffusé sur France 2 à partir de la saison 2021-2022 et réalise un succès d'audimat : jusqu'à 551 000 et 15,8% du public en décembre 2021[34]
- En septembre 2022, l'émission réunit 400 000 téléspectateurs pour 15,3% d'audience[35].
- L'émission rassemble 420 000 téléspectateurs, soit 16,3% d'audience en septembre 2023[36].

## Les Maternelles: un média global
Outre l'émission diffusée sur France 2, le programme développe des contenus complémentaires sur d'autres supports :
- une émission additionnelle intitulée La maison des Maternelles : à votre service est diffusée en direct sur france.tv, puis sur France 2 juste après l'émission quotidienne (depuis 2021)[38] ;
- un podcast intitulé Le Podcast des Maternelles présenté par Benjamin Muller, Marie Perarnau ou encore Anna Roy[39] ;
- une plateforme internet dédiée à l'émission et aux problématiques des parents (2019-2023) ;
- un périodique imprimé féminin dédié à la parentalité (2022-2024)[40].

## Versions internationales
Le format de l'émission Les Maternelles a été adapté à partir du 21 mai 2005 au Liban et de décembre 2016 en Algérie sous le nom عائلتي (‘Ā’ilatī, signifiant : Ma famille) sur les chaînes Future TV et Echourouk TV respectivement. Au Liban le magazine est présenté par Sybele Samhoun Tabbara et diffusé chaque soir ; et il est enfin présenté par Nassima Ghaouli Belouz  est diffusé chaque jour à 17 h (AST) puis rediffusé le lendemain à 11 h (AST).

## Identité visuelle et audio
À noter que lors de la semaine du 13 au 17 mars 2006, l'émission, qui fête sa millième diffusion, arbore un logo de couleur orange avec la mention « Les 1000 Maternelles » et proposent 2 heures de programmation.

Logo de l'émission du 10 septembre 2001 à septembre 2010.
Logo de la 1000e de l'émission.
Logo de l'émission de septembre 2010 à juin 2013.
Logo de l'émission du 1er septembre 2013 au 27 mai 2016.
Logo de l'émission depuis le 5 septembre 2016.

## Récompenses
- 2003 : 7 d'or de la meilleure émission éducative
- 2003 : prix de la Fondation pour l'enfance
- 2004 : prix de la Fondation pour l'enfance

## Produits dérivés
- Série de DVD (guides, conseils), aux éditions MK2.
- Gamme de jeux et jouets d'éveil, Abysse Corp.
- Collection de livres aux éditions de La Martinière.
- Dictionnaire, aux éditions Mango.
- Collection de contes et comptines, aux éditions Éveil et Découvertes.
- Gamme de jeux éducatifs, édité par Ravensburger depuis 2024